# Soyuz 7K-OK

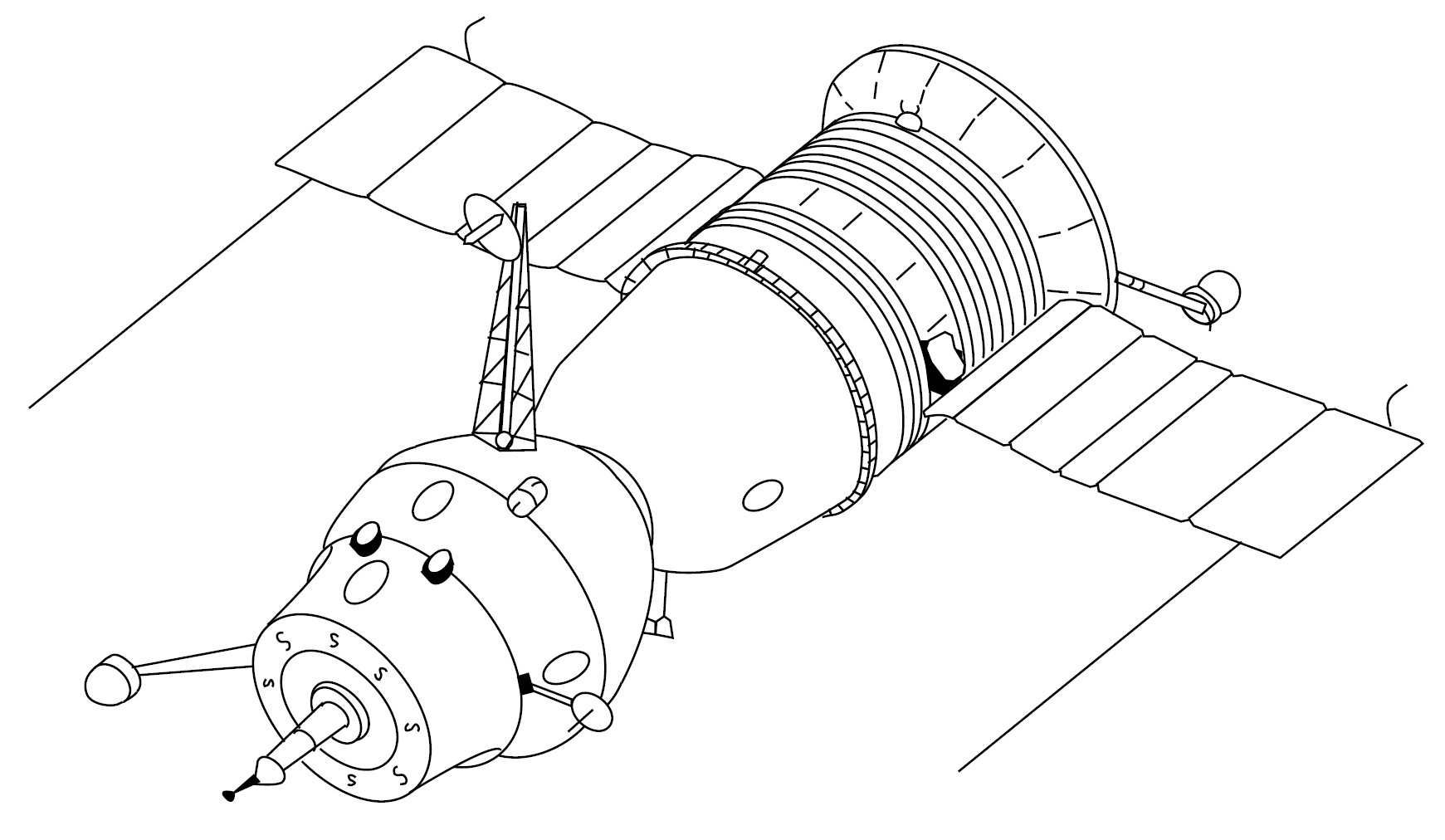
Diagrama de una nave Soyuz 7K-OK.

Soyuz 7K-OK fue el nombre de un tipo de cápsula espacial soviética tripulada diseñada por Koroliov a mediados de los años 1960. Se pensó para poder llevar a tres cosmonautas a órbita.

## Historia
El desarrollo de la Soyuz 7K-OK fue autorizado en un decreto el 3 de diciembre de 1963 y llegó a convertirse en la primera nave en realizar un acoplamiento automatizado. La nave fue diseñada para cumplir con las siguientes capacidades:
- Encuentro automático con otra nave
- Aproximación y alineamiento automáticos
- Acoplamiento automático
- Salida de la tripulación al espacio para transferencias de nave a nave
- Astronavegación
- Maniobrabilidad en órbita
- Uso de una forma de cuerpo sustentador en la cápsula de reentrada para modificar el punto de aterrizaje y disminuir la aceleración sufrida por la tripulación
- Uso de equipo de radio y seguimiento
- Investigaciones científicas

La cápsula de retorno podía acomodar a tres tripulantes y tenía 2,16 m de largo y un diámetro de 2,2 m. La órbita típica de la nave sería una órbita circular de 205 km de altura y 51,68 grados de inclinación orbital.
El primer vuelo tuvo lugar el 28 de noviembre de 1966 y el último el 31 de diciembre de 1971. De la Soyuz 7K-OK se derivó la Soyuz 7K-L1, una cápsula para misiones circumlunares.
En junio de 1965 la misión Gemini 4 estadounidense comenzó los primeros experimentos militares americanos en el espacio, lo que llevó a las autoridades militares soviéticas a tomar medidas urgentes para comenzar experimentos similares en el espacio lo antes posible. Tras la muerte de Koroliov el 14 de enero de 1966 se hicieron pequeñas modificaciones a la aún no probada Soyuz 7K-OK para poder llevar a cabo las funciones de laboratorio militar. Sin embargo, el primer lanzamiento de pruebas no tripulado (Cosmos 133), el 28 de noviembre de 1966, estuvo plagado de problemas y finalizó en fracaso con la destrucción de la cápsula, indicando problemas durante la fase de construcción. Durante el intento del segundo lanzamiento de prueba, el 14 de diciembre de 1966, la Soyuz detectó incorrectamente un fallo en el cohete portador 27 minutos después de un lanzamiento abortado y por tanto con el lanzador todavía en la torre de lanzamiento y lleno hasta los topes de propelente. El sistema de escape se disparó en consecuencia, llevándose la cápsula con él pero produciendo la explosión del cohete portador y produciendo la muerte y heridas a varias personas. Tras el tercer lanzamiento de prueba (Cosmos 140), finalizado en fracaso y con la cápsula teniendo que ser recuperada del fondo del mar de Aral, se decidió lanzar el primer vuelo tripulado, la misión Soyuz 1, que tras varios problemas finalizó con la muerte de su único ocupante, Vladímir Komarov.
Tras el desastre de la Soyuz 1 la cápsula fue rediseñada a fondo. Los siguientes lanzamientos, tanto tripulados como no tripulados, fueron exitosos. Un rediseño posterior (Soyuz 7KT-OK) añadió un túnel para acoplamientos en el espacio; la primera misión tripulada de este rediseño, la Soyuz 11, finalizó con la muerte de sus tres ocupantes y con un nuevo rediseño que dio lugar a la más segura Soyuz 7K-T, que voló docenas de veces hasta ser reemplazada por la Soyuz T en 1981.

## Soyuz 7K-OK atadas
Koroliov, en su interés por la generación de gravedad artificial para su uso en estaciones espaciales y naves interplanetarias, concibió experimentos para probar el concepto en naves Soyuz 7K-OK. Consideró dos opciones:
- una Soyuz 7K-OK atada al Bloque I del lanzador
- dos Soyuz 7K-OK que se reunirían en órbita, se acoplarían, se atarían a sus respectivas partes anteriores, se desacoplarían y comenzarían a rotar unidas por un cable.

La segunda opción era la más atractiva, ya que el sentido de la aceleración generada daba a las Soyuz la orientación vertical correcta para poder hacer experimentos de forma continuada en ellas. La rotación se haría inicialmente a 0,5 grados/s, generando una aceleración de 0,03 g, para posteriormente acercarse a 300 m de distancia, aumentar la velocidad a 7 grados/s y aumentar la aceleración a 1/6 de g. La prueba estaría limitada a un máximo de tres días debido a que las Soyuz no estarían adecuadamente orientadas para generar energía mediante sus paneles solares y tendrían que utilizar sus baterías.
Tras la muerte de Koroliov el proyecto fue descartado.

## Especificaciones
- Tripulación: 3
- Longitud: 7,95 m
- Diámetro máximo: 2,72 m
- Envergadura: 9,8 m
- Volumen habitable: 9 m³
- Masa: 6560 kg
- Propelente: ácido nítrico/hidracina
- Impulso específico: 282 s
- Delta V total: 390 m/s
- Potencia eléctrica: 0,5 kW

## Misiones no tripuladas
- Cosmos 133
- Cosmos 140
- Cosmos 186
- Cosmos 188
- Cosmos 212
- Cosmos 213
- Cosmos 238
- Soyuz 2

## Misiones tripuladas
- Soyuz 1
- Soyuz 3
- Soyuz 4
- Soyuz 5
- Soyuz 6
- Soyuz 7
- Soyuz 8
- Soyuz 9